# Comrades, Almost a Love Story
Comrades, Almost a Love Story (en chino: 甜蜜蜜; en pinyin: Tián mì mì) es una película de Hong Kong de 1996 protagonizada por Maggie Cheung, Leon Lai, Eric Tsang y Kristy Yang bajo la dirección de Peter Chan. El título hace referencia a "Tian Mi Mi", una canción de la artista de pop taiwanesa Teresa Teng cuyas composiciones aparecen a lo largo de película. Fue filmada en locaciones de Hong Kong y Nueva York. Leon Lai comentó en 1997 que la historia del personaje Li Xiao Jun es en cierto modo una descripción de su propia vida.

## Sinopsis
La película, cuya historia se desarrolla durante varios años, se centra en dos ciudadanos chinos que emigran a Hong Kong para tratar de ganarse la vida y que terminan enamorándose. Leon Lai interpreta a un norteño ingenuo, Li Xiao-Jun, y Maggie Cheung encarna a una voraz empresaria de Guangzhou, Li Qiao. La soledad de vivir en la gran ciudad lleva inevitablemente a los dos a vivir una apasionada aventura amorosa. Sin embargo, sus diferentes ambiciones (Li Xiao-Jun quiere llevar a su prometida a Hong Kong mientras que Li Qiao quiere conseguir mucho dinero sin importar las formas) terminan separándolos. Finalmente, Li Xiao-Jun se casa con su prometida Fang Xiaoting en Hong Kong y Li Qiao termina envuelta en una relación con un jefe de la mafia llamado Ouyang Pao. A pesar de sus vidas aparentemente separadas, siguen enamorados y tienen una última cita en la habitación que solían compartir cuando estaban juntos.
Atormentado por la culpa y por su amor por Li Qiao, Xiao-Jun confiesa a su esposa su infidelidad. Luego deja Hong Kong y se convierte en cocinero en los Estados Unidos. Pao, perseguido por la policía de Hong Kong, escapa ilegalmente con Li Qiao al país norteamericano. Después de casi diez años, Xiao-Jun y Li Qiao se encuentran de nuevo como inmigrantes solitarios en los Estados Unidos. Ambos han terminado sus relaciones con sus anteriores parejas - Xiao-Jun dejó a su esposa y Pao fue asesinado en un asalto en territorio estadounidense-. La película termina con Xiao-Jun y Li Qiao encontrándose frente a una tienda de electrónica con una pantalla de televisión que reproduce un video musical de Teresa Teng, justo cuando se anuncia la noticia del fallecimiento de la artista.

## Reparto

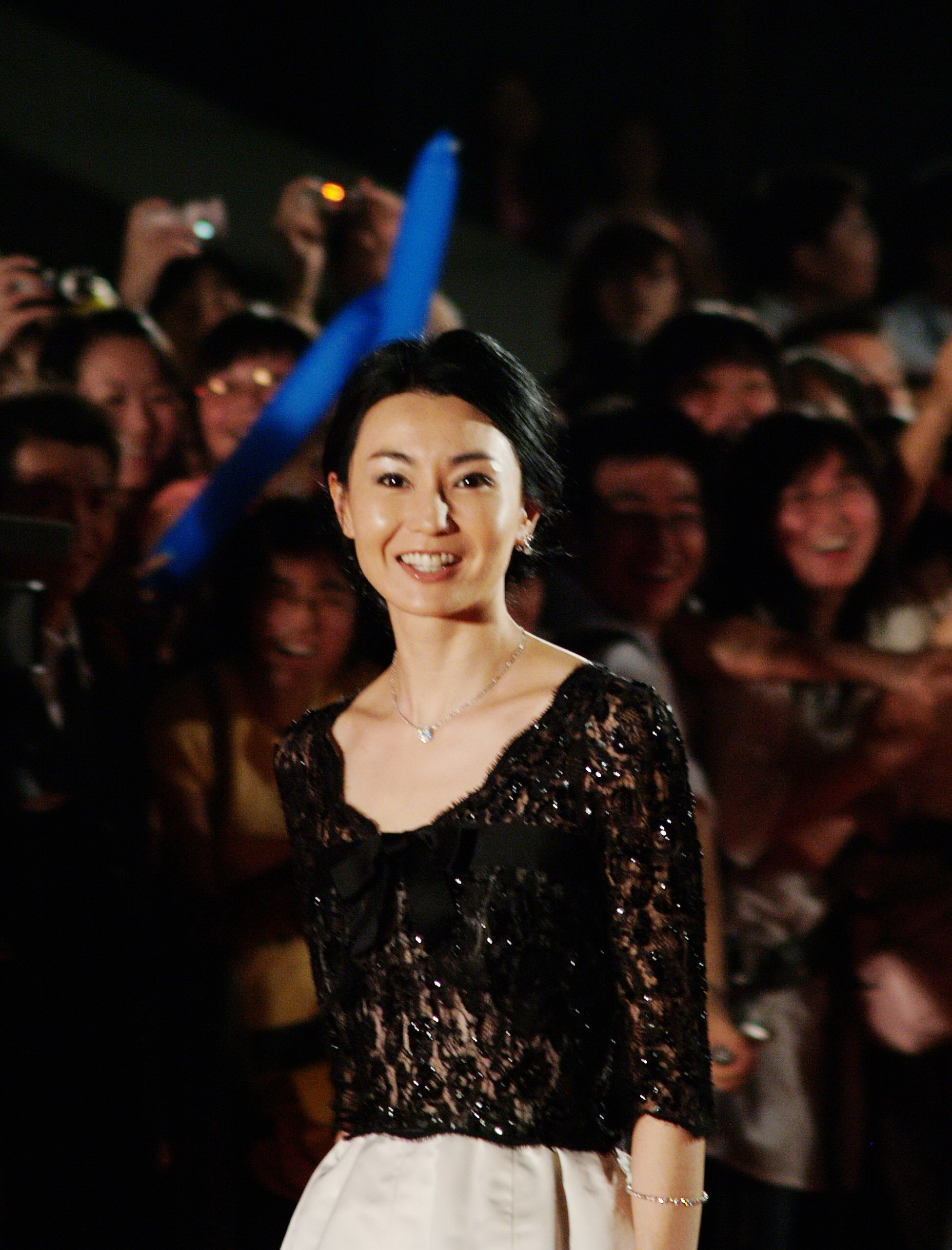
El desempeño de Maggie Cheung en la película fue elogiado por la crítica especializada

- Maggie Cheung es Qiao Li
- Leon Lai es XiaoJun Li
- Eric Tsang es Pao Au-Yeung
- Kristy Yeung es XiaoTing Li
- Christopher Doyle es Jeremy
- Tung Cho 'Joe' Cheung es Yan
- Irene Tsu es Rosie
- Yu Ting es George

## Producción
El título en chino de la película, Tian Mi Mi, proviene de una canción del mismo nombre de Teresa Teng, famosa tanto en la China continental como en la comunidad china de ultramar. La película es una especie de tributo a la famosa cantante que murió un año antes de que su estreno. Su música es destacada a lo largo de la película, y la propia Teng aparece en un importante subtrama en la cinta. El actor y cantante Leon Lai interpreta la canción principal de los créditos finales.

## Recepción
La película fue muy bien recibida en Hong Kong y Taiwán, ganando el premio en las categorías de mejor película, mejor director y mejor actriz en los Hong Kong Film Awards, entre otros galardones. La actuación de Maggie Cheung también recibió elogios por su desempeño en la cinta. La película fue ubicada en la undécima posición en la lista de las mejores películas chinas de todos los tiempos publicada por el portal Chinese Movie Database y en la casilla número 28 de las 100 mejores películas chinas en los Hong Kong Film Awards. También figura en la lista de las 100 mejores películas chinas del siglo XX de la revista Asia Weekly.
En 2011, el Festival de Premios Caballo de Oro de Cine de Taipéi incluyó a Comrades en la posición número 16 de su lista de las 100 mejores películas chinas. La mayoría de los votantes eran originarios de Taiwán, y entre ellos había estudiosos del cine, programadores de festivales, directores de cine, actores y productores cinematográficos.